# 武丁
武丁（ぶてい）は殷朝の第22代王。史書における姓は子、名は昭。周代には高宗の廟号を贈られたとされる。中国考古学史上の文字時代の始まりの王として知られる。

## 概要
殷代後期の最初の王とされる。殷墟（大邑商）の地に都を置いた。また甲骨文はこの武丁の時代から見られる。
鬼方という異民族を3年かけて討ったと易経にあり、軍事的にも殷の勢力を四方に拡大した。夫人の婦好も自ら軍を率いて敵国を征伐したという。
子に祖己・祖庚・祖甲がおり、卜辞ではこの順に即位したとされるが、史記などでは、祖己は即位していないことになっている。

## 生涯(文献史料)
太子時代には賢人の甘盤について学問を修めた。
武丁は、盤庚の後に衰えた殷を復興させようと考えていたが、補佐する者がいなかったので、即位してから3年間は自ら政治に口を出さなかった。ある夜に説（えつ）という名の聖人を夢に見たが、群臣の中にはこのような人物はいなかった。そこで、方々に人を遣わしてこの人物を探させると、道を作る労役者の中にこの人物がいた。武丁が話してみると、まことに聖人であったために、傅（ふ）という姓を与え、傅説と呼んだ。傅説の補佐で殷はまた復興した。
甲骨文には望乘、沚瞂、藉臣、戉、禽匕（小臣毕）、西吏旨、仓侯虎などの臣下の名が見える。同じく甲骨文からは妃の中でも妇妌が特に大きな権力を有した他、婦好や妇癸などの妃は軍権を与えられたと考えられる。
治世中、殷の方国であった大彭国や豕韦国が増長し、殷への朝貢を怠るようになっていたが、武丁は兵を興して南征し二国を平定した。。荆楚の地で叛乱が起きると、武丁は自ら軍を率いて適地の奥深くまで進軍し、これを平定した後に現地の民心の育成に努めた。
叛乱の鎮圧だけでなく、領土の拡大も積極的に行い、贡方、基方、苟方、人方、鬼方といった土方(不服従の遊牧民)を討伐した
反乱を平定した国と新たに征服した国を合わせて81ヵ国に上った。また、武丁は小臣の毕を遣わして犯罪を取り締まり、荒れ地を開墾させ、殷の経済を大きく発展させた。こうして衰退していた殷は復興し、“武丁の中興”あるいは“武丁の盛世”と呼ばれた。
これまで確認された甲骨文字の70%は武定年間に記され、殷墟における人身供犠の4分の3以上は武定年間に集中していた。この時期には銅、錫、鉛の三元合金が登場し始め、玉器彫刻技術も大きく発展した。

### 政治改革

#### 高宗の肜日
武丁が始祖の湯王の祭祀を行っていたところ、一羽の雉が鼎の取っ手に留まり鳴いた。武帝はこれを不吉な兆候だと恐れたが、長子の祖己は以下のように上奏した。
“上天监视下民，赞美他们合宜行事。上天赐给人的年寿有长有短，并不是上天使人夭折，而是有些人自己断绝自己的性命。有些人有不好的品德，有不顺从天意的罪过。上天已经发出命令纠正他们不好的品德，您说：‘要怎么样呢？’啊！先王继承帝位被百姓敬重，无非都是老天的后代，在祭祀的时候，近亲中的祭品不要过于丰厚啦！”
これを聞き入れた武丁は祭祀の制度を改め、供物の量を減らして浪費を抑えた。

#### 帝号の開始
武丁は歴代の殷王に帝の尊称を冠するようになった。それまでの帝という号は上帝、すなわち神々を指す言葉としてのみ用いられていた。実際、甲骨文に記された卜の内容からは天地の神よりも祖先に対する祭祀の方に比重が置かれる様子が伺える。

## 後世の評価
殷の人々は彼を高宗（この称号は疑問視されている）と崇め、後世の人々も彼を「“殷之大仁”(最も慈悲き殷人)」と称した。『書経』『逸周書』『詩経』『史記』『諸国論』『呂氏春秋』といった後代の重要な文献は、いずれも武定を中興の名君として高く評価した。

## 家族

### 后妃
- 婦好：史書における妣辛。中国史上最古の記録に残る女性将軍。武丁が最も愛した妻で、祖己の実母とされる。また、殷の諸侯の一人であるとされる。
- 婦妌：史書における妣戊。祖甲の母で河南省出土の后母戊鼎における祭祀の対象。
- 婦嬕：史書における妣癸。祖庚の母で甲骨文に“武丁配妣癸”と見える。

武丁時代の甲骨文には他にも婦嫀、婦周、婦楚、婦蛭、婦杞、婦妊、婦鼠、婦庞、婦妥など「婦」の字を冠した人物が多数現れ、その数は60名以上に上る。かつてはその全てが武丁の妃と考えられていたが、現在では「婦〇」という表記は王の妃だけではなく、地方領主の妻や女性の地方領主などを指す呼称として広範囲に使用されていたものと考えられている。そのため武丁の妃としての婦好と女性将軍としての婦好は別人である可能性もある

### 子
- 祖己
- 祖庚
- 祖甲
- 權氏：權に封じられた。唐代の文人韓愈が《唐故相權公墓碑》に官吏・権徳輿の祖先として記す。
- 子攸（攸国之國君）

### 女
- 子妥
- 子媚

## 武丁を主人公とした作品
- 宮城谷昌光 『沈黙の王』　–　言語障害のある子昭（高宗・武丁）は言葉を求め、説に会う。そして、漢字を生み出す。